# Parelaptus kunckeli
Parelaptus kunckeli är en skalbaggsart som beskrevs av Auguste Lameere 1915. Parelaptus kunckeli ingår i släktet Parelaptus och familjen långhorningar.
Artens utbredningsområde är Madagaskar. Inga underarter finns listade i Catalogue of Life.